# Kreuz Regensburg
Kreuz Regensburg is een knooppunt in de Duitse deelstaat Beieren.
Op dit knooppunt in het zuiden van de stad Regensburg kruist de A93 Hof-Dreieck Holledau de A3 Nederlandse grens ten noordwesten van Emmerich am Rhein-Oostenrijkse grens ten zuiden van Passau.

## Naamgeving
Het knooppunt is vernoemd naar de stad Regensburg waarin het is gelegen.

## Configuratie
Knooppunt
Het Kreuz Regensburg is  klaverblad, met enkel rangeerbanen langs de A3. 
Rijstrook
Nabij het knooppunt hebben beide snelwegen 2x2 rijstroken alle verbindingswegen hebben één rijstrook.

## Geschiedenis
In 1965 werd stuk is 25 kilometer van de A3 tussen afrit Nittendorf en afrit Rosenhof, wat het deel langs Regensburg omvat, opengesteld. In 1978 opende een 6 kilometer lang  gedeelte van de A93 tussen afrit Regensburg-Pfaffenstein en afrit Regensburg-Süd, waarmee het knooppunt gereed was. Het knooppunt is sindsdien niet meer significant aangepast.

## Verkeersintensiteiten
Dagelijks passeren ongeveer 130.000 Voertuigen het knooppunt.
| Van                           | Naar                           | Gemiddeld aantal voertuigen per dag | Percentage vrachtverkeer |
| ----------------------------- | ------------------------------ | ----------------------------------- | ------------------------ |
| AS Sinzing (A3)               | AK Regensburg                  | 52.200                              | 16,7 %                   |
| AK Regensburg                 | AS Regensburg-Universität (A3) | 69.000                              | 18,5 %                   |
| AS Regensburg-Kumpfmühl (A93) | AK Regensburg                  | 64.800                              | 9,3 %                    |
| AK Regensburg                 | AS Regensburg- Süd (A93)       | 52.200                              | 10,1 %                   |

## Richtingen knooppunt
| Aansluitende wegen  | Aansluitende wegen | Aansluitende wegen                        | Aansluitende wegen | Aansluitende wegen               |
| ------------------- | ------------------ | ----------------------------------------- | ------------------ | -------------------------------- |
| richting Neurenberg |                    | richting Regensburg / Hof Praag / Dresden |                    |                                  |
|                     |                    |                                           |                    |                                  |
|                     |                    |                                           |                    |                                  |
|                     |                    |                                           |                    |                                  |
|                     |                    | richting München                          |                    | richting Regensburg-Ost / Passau |